# 香港植物

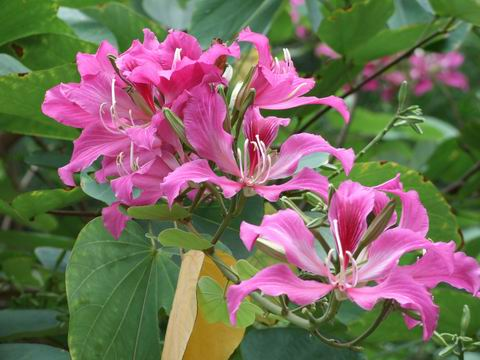
香港市花洋紫荊

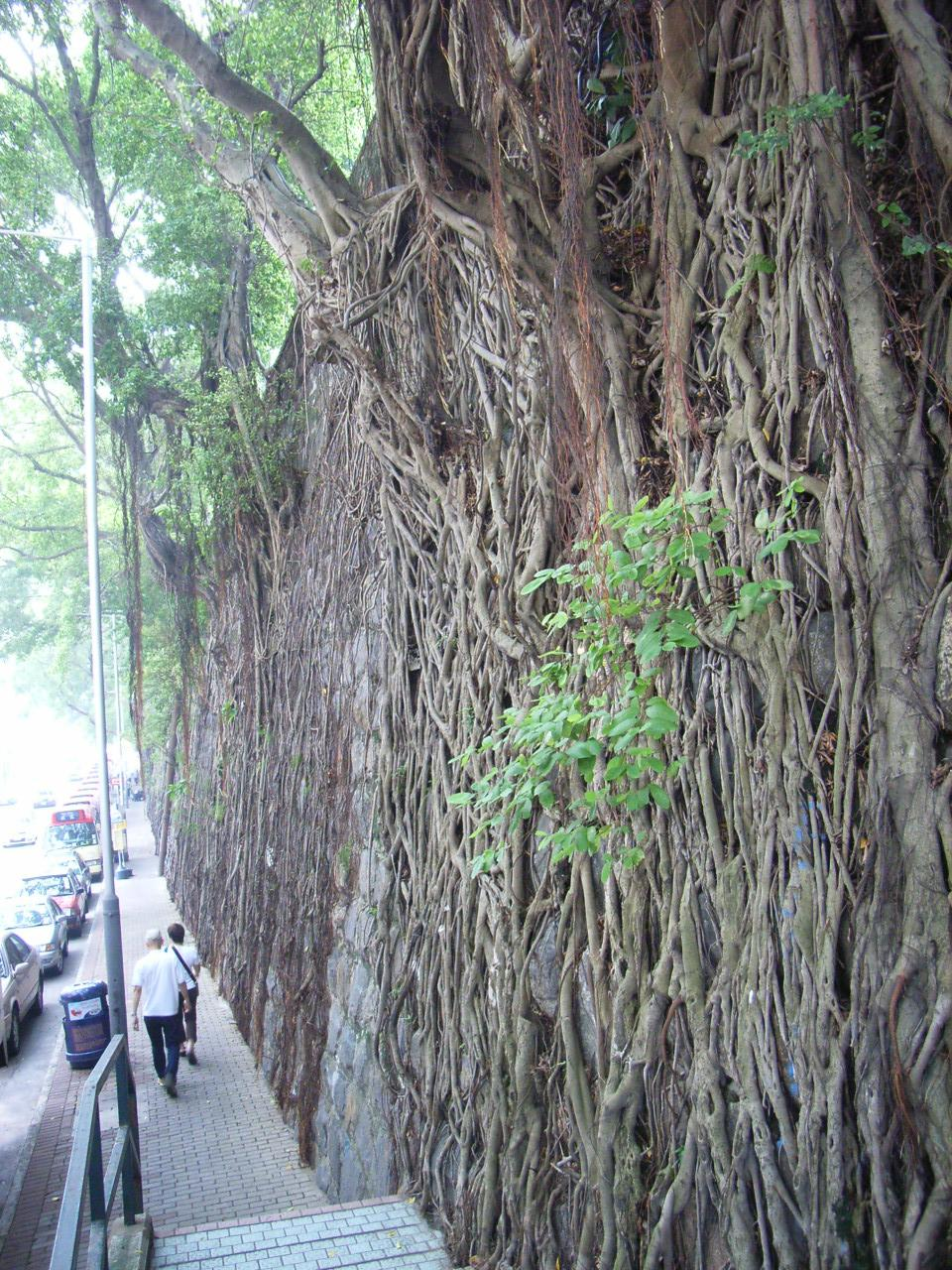
香港科士街石牆樹榕樹

香港植物是以熱帶及亞熱帶植物為主。有灌木、喬木及草本植物，有些是中藥的材料。 

## 簡介
由於香港長期受到人類活動影響，大多數的原生植被早已不存在。現存的植被是戰後經過半個世紀恢復的次生林。主要的植被群落大致可分為樹林、灌叢和草地三種，而小型的群落則在淡水及海岸環境等特殊生境出現。

### 樹林
南亞熱帶常綠闊葉林為香港主要的植被，以被子植物為優勢植物，當中又以大戟科、山欖科、桑科、梧桐科、桃金娘科、殼斗科、樟科和山茶科為優勢科，根據生態外貌和種類特徵可分為河岸林、低地林、低山林和山地林。河岸林常見於溝谷河溪兩旁和低窪地，主要植物種類有水翁、蒲桃、秋楓和香港算盤子。低地林分布於海拔300-400米以下的山麓或溝谷，以大戟科、桑科、山欖科、桃金娘科為優勢科，而主要樹種有榕樹、黃桐、山蒲桃、五月茶、九節、土沉香等。低山林主要分布於海拔300-800米的山地，以樟科、殼斗科和山茶科為優勢科，主要樹種有紅楠、短序潤楠、浙江潤楠、黃樟、木荷、羅浮錐等。山地林主要分布在海拔700-1000米的山地，以殼斗科、山茶科、木蘭科和金縷梅科為主，主要種類有落瓣油茶、厚皮香、木蓮、五列木等。
在古老村落後方或廟宇附近經常種有「風水林」，村民因需要保護當地風水，而不會破壞其中的樹木，還時常保護，使許多物種能在這些樹林中保留。村民也有種植其他樹木，例如土沉香、樟樹、果樹如龍眼、荔枝和蒲桃，以及大竹叢。
香港原本有大片馬尾松的原生林，但1980年代初，馬尾松曾因感染松材線蟲而大量死亡。為控制病害的蔓延，政府砍伐和燒毀受感染的松樹，並停止種植易受感染的馬尾松，因此現時山坡種植了不少人工林，主要樹種有臺灣相思、馬尾松、濕地松、桉樹、紅膠木等，而近年山坡植樹亦較多採用本地樹種，包括浙江潤楠、黧蒴錐及木荷等。而臺灣相思、濕地松、紅膠木三種樹木最為常用，合稱「植林三寶」。香港的竹林主要由灌木散生竹組成，常見有篲竹、托竹、華箬竹等。

### 灌叢和草地
灌叢在香港分布面積較大，主要植物有崗松、桃金娘、大頭茶。而草地主要植物有刺芒野古草、青香茅、芒萁及芒、纖毛鴨咀草。

### 海岸
常見的物種有厚藤、單葉蔓荊、鬣刺及滷地菊，為先鋒植物，有固沙的作用。向陸地的一方可見灌木，例如苦郎樹、露兜樹及草海桐。在灘頂則可見大型灌木或喬木，如黃槿、血桐及海杧果等。在石灘或散石灘頂，常有天門冬、雞眼藤等藤本植物。在泥灘常見植物有海欖雌屬、桐花樹屬、海漆屬及紅樹科的植物。沿海常見矮小的紅樹林，主要有秋茄、桐花樹、海欖雌群落、老鼠簕和鹵蕨。

### 淡水
香港的河溪通常較短，但水流湍急，在夏季下雨時，水位會突然高漲，但在冬季乾旱時，水位會降低，有時只留下些小水漥。溪邊或河床淺灘的植物有天胡荽屬、丁香蓼屬、蓼屬、菖蒲屬和谷精草屬。

## 香港常見植物列表

### 被子植物
- 洋紫荊
- 火焰木（引入種）
- 鐵刀木
- 金銀花
- 桔梗
- 玫瑰
- 木棉（引入種）
- 石栗
- 鬱金香
- 印度橡樹（引入種）
- 海杧果
- 夾竹桃
- 蘭花
- 萬年青
- 百合花
- 土沉香
- 楓香
- 榕樹
- 黃桐
- 山蒲桃
- 五月茶
- 樟樹
- 相思 （引入種）
- 白千層 （引入種）
- 山蒼
- 木荷
- 黧蒴
- 宮粉羊蹄甲
- 紅花羊蹄甲
- 黃槐
- 紅膠木（引入種）
- 合歡
- 大葉相思（引入種）
- 鳳凰木（引入種）
- 木麻黃（引入種）
- 魚木
- 散尾葵（引入種）
- 王棕（引入種）
- 蒲葵
- 短穗魚尾葵
- 酒瓶椰子（引入種）
- 小葉欖仁
- 黑板樹

### 裸子植物
- 濕地松（引入種）
- 羅漢松
- 蘇鐵（引入種）
- 馬尾松
- 側柏（引入種）
- 穗花杉
- 油杉

### 蕨類植物
- 傅氏鳳尾蕨
- 烏毛蕨
- 金毛狗
- 鐵芒萁
- 巢蕨
- 鐵線蕨
- 桫欏
- 圓葉鱗始蕨

### 以香港命名的植物列表
- 香港遠志（Polygala hongkongensis）
- 香港木蘭（Manolia championii）
- 香港杜鵑（Rhododendron hongkongensis）
- 香港四照花（Dendrobenthamia hongkongensis）
- 香港瓜馥木（Fissistigma uonicum）
- 香港油果樟（Syndiclis hongkongensis）
- 香港秋海棠（Begonia hongkongensis）
- 香港馬兜鈴（Aristolochia westlandii）
- 香港新木薑子（Neolitsea cambodiana）
- 香港楠（Machilus chinensis）
- 香港大沙葉
- 香港鷹爪花（Artabotrys hongkongensis）
- 香港帶唇蘭
- 香港樫木（Dysoxylum hongkongensis）
- 香港鳳仙
- 香港綬草
- 香港巴豆（Croton hancei）
- 香港毛蕊茶
- 香港細辛（Asarum hongkongensis）
- 香港茶（Camellia hongkongensis）
- 香港金線蘭
- 獅子尾（Rhaphidophora hongkongensis）
- 毛蒟（Piper hongkongensis）
- 香港胡頹子（Elaeagnus tutcheri）
- 香港崖豆或香港崖豆藤（Millettia oraria）
- 香港蛇菰（Balanophora hongkongensis）
- 香港算盤子（Glochidion zeylanicum）
- 香港黃檀（Dalbergia millettii）
- 香港黧豆（Mucuna championii）

## 植物保護
香港的漁農自然護理署負責植物的保護工作，並透過三種方式進行：

1. 物種保護：香港野生植物物種受香港法例第96章《林區及郊區條例》保護，任何人不得損毀在政府土地上林區及植林區內的植物。一些稀有植物，例如所有野生茶花、吊鐘、小花鳶尾及香港鳳仙等，更被列入該法例的附例《林務規例》內，嚴禁管有及售賣。
2. 生境保護：
香港約百分之四十的土地劃為「郊野公園」及「特別地區」，受香港法例第208章《郊野公園條例》保護，由漁農自然護理署負責保育及管理，範圍內的發展工程均要得到漁農自然護理署署長的批准才可進行。香港現時有64個「具特殊科學價值地點」，其中很多是為了保護植物生境而劃定，例如馬鞍山茅坪有一個全港最大的紅皮糙果茶種群，因此而被劃定為「具特殊科學價值地點」。
3. 人工繁殖：
利用採種繁殖、插枝及高空壓條等方法繁殖稀有及瀕危植物，並把種子及幼株在苗圃內培育，之後會送回自然生境繼續繁衍。油杉、紅皮糙果茶及大苞山茶就是成功移植的例子。另外位於城門的「城門標本林」種植了約300種植物樣本，其中大多為香港或華南具代表性的原生種，以作保存及教育用途。
香港除維管束植物外，苔蘚植物有約300種，而地衣有約260種。

## 實景

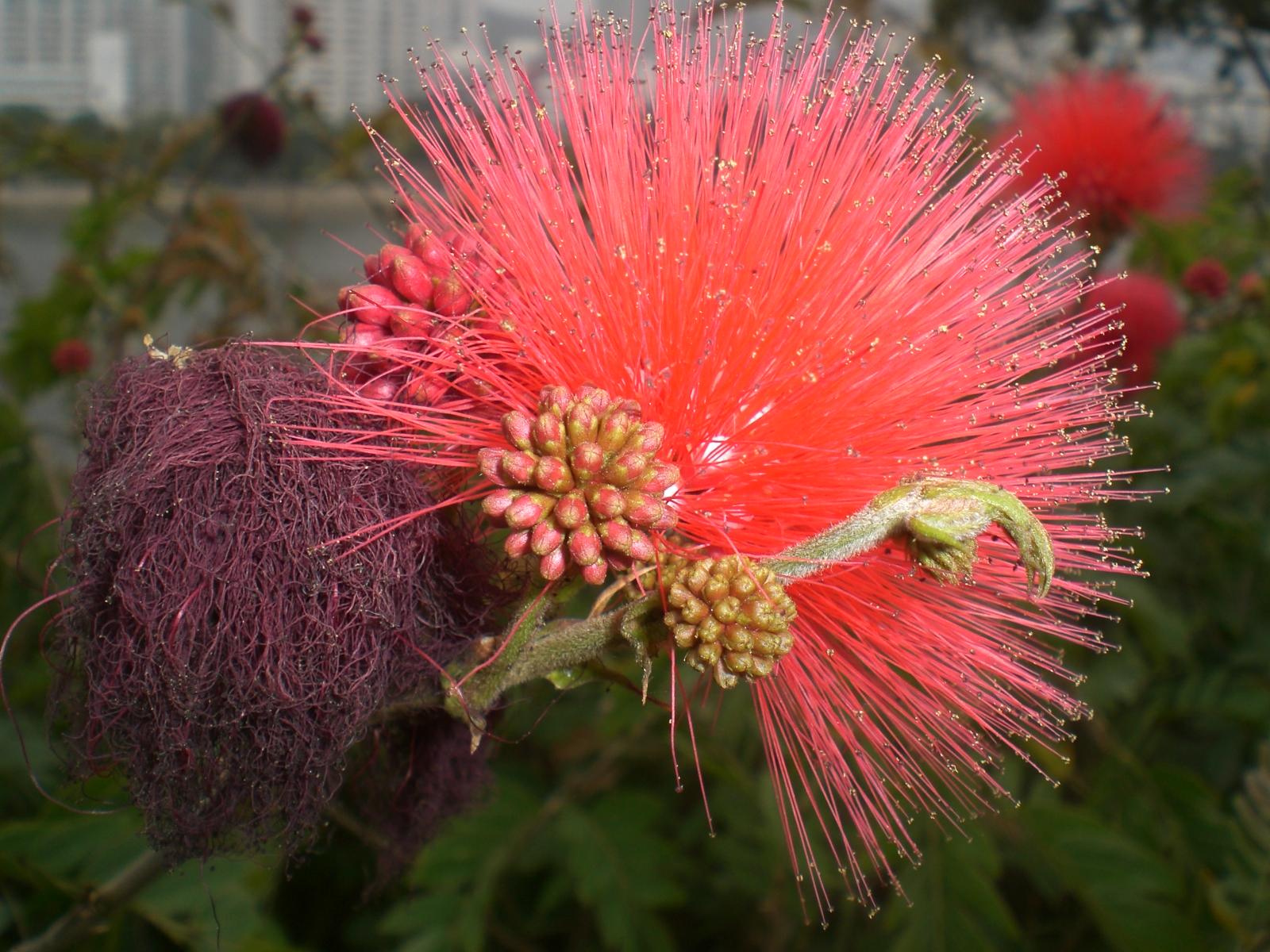
朱纓花
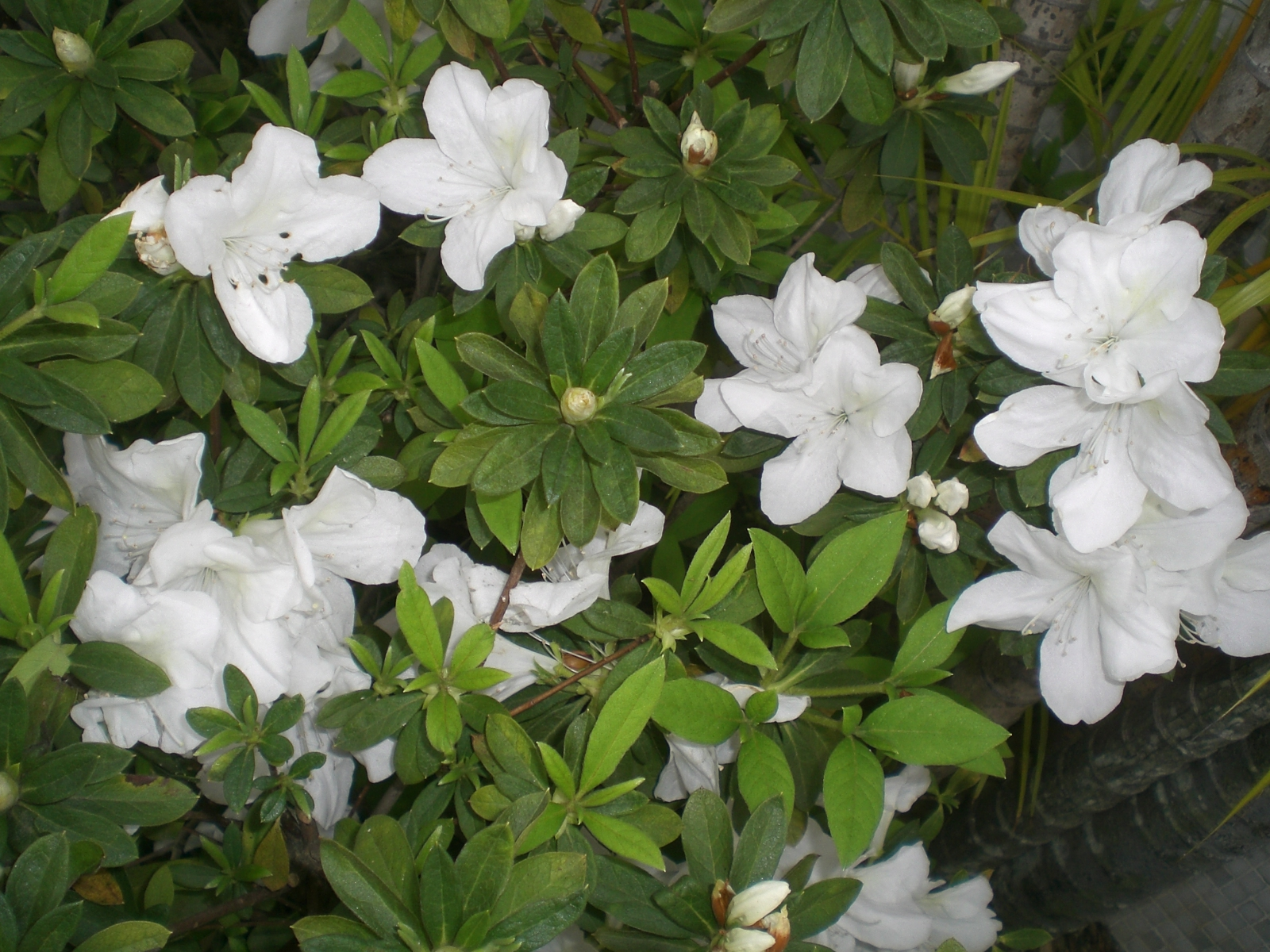

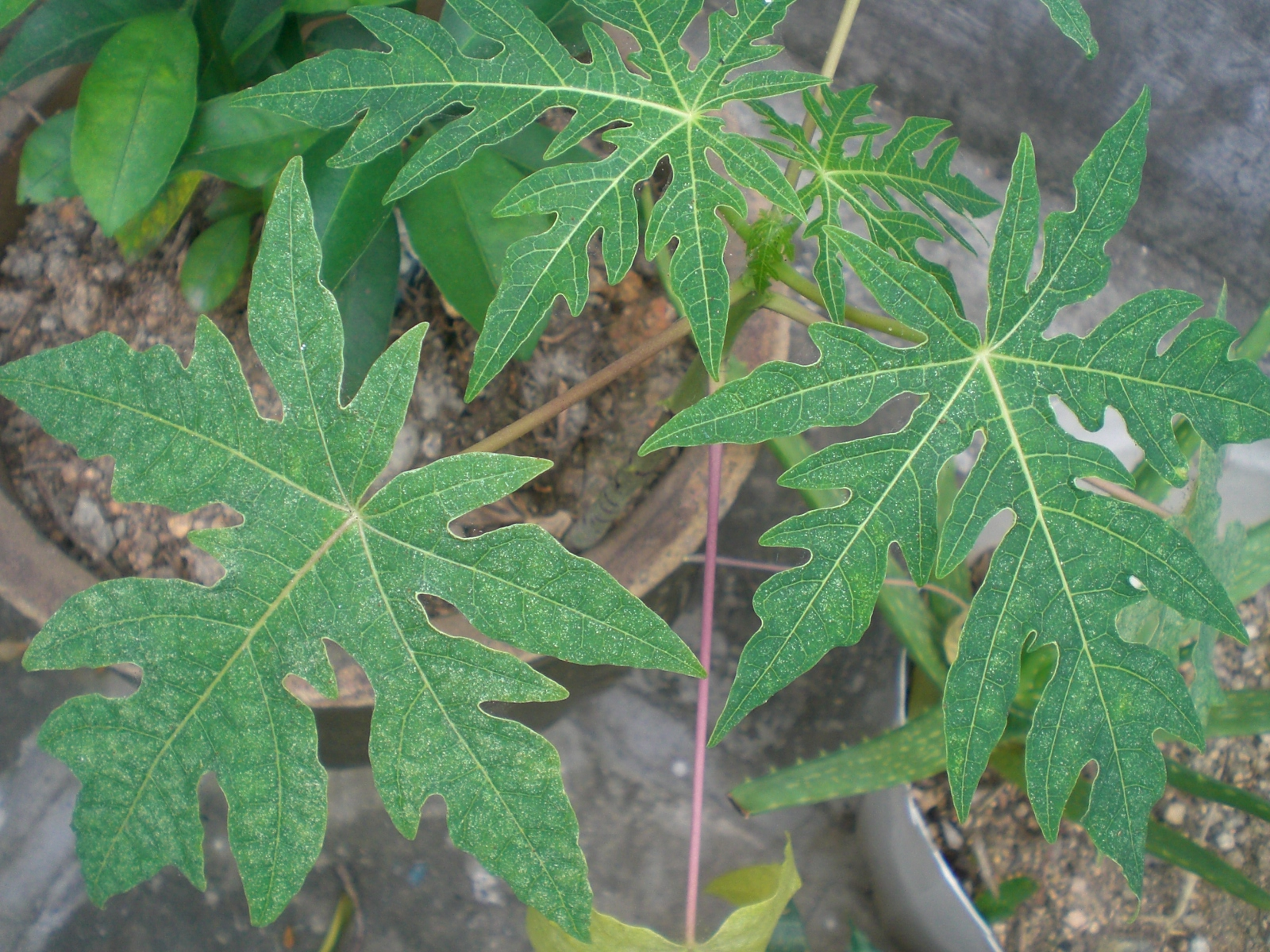
木瓜
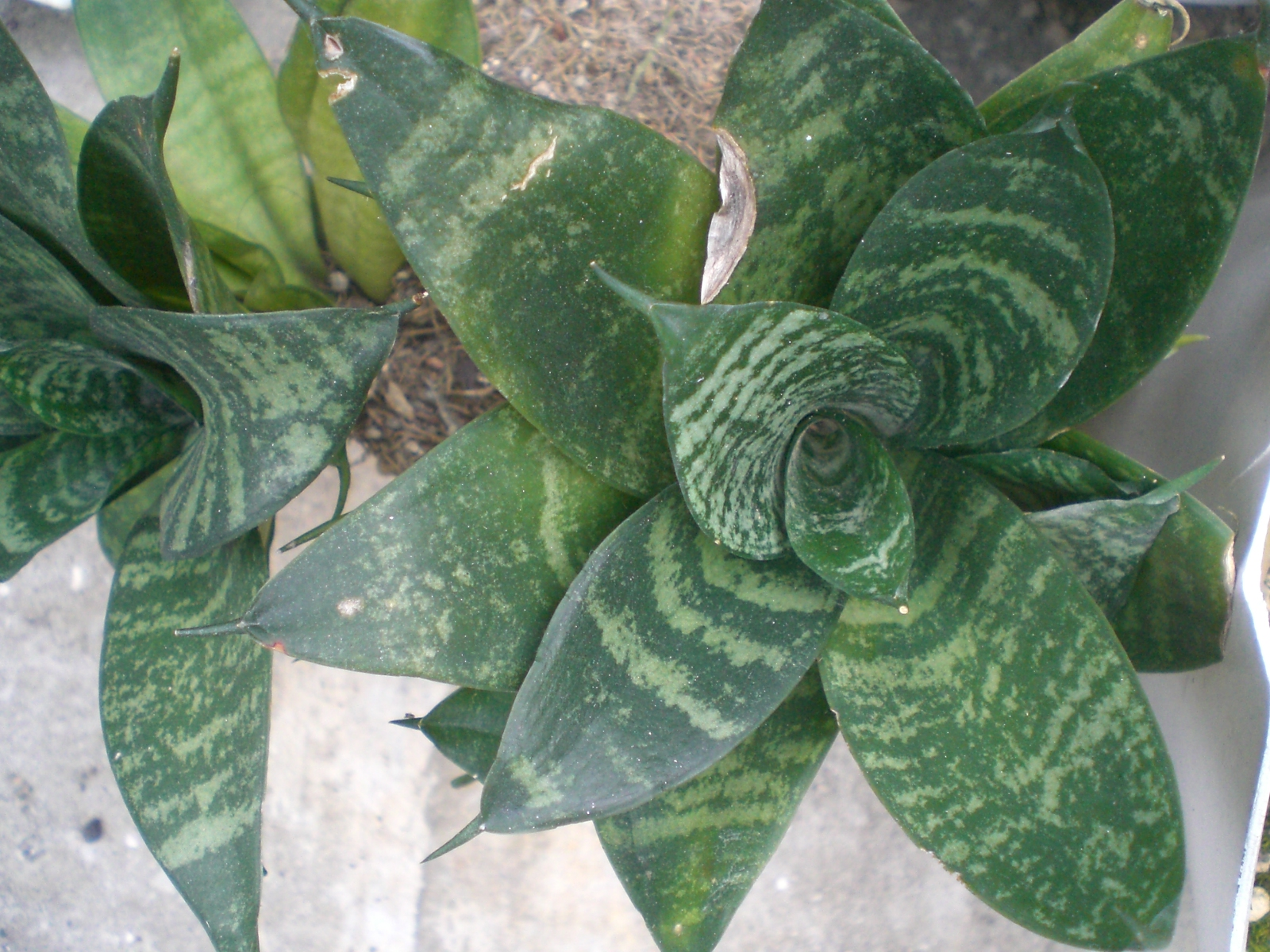
短葉虎尾蘭
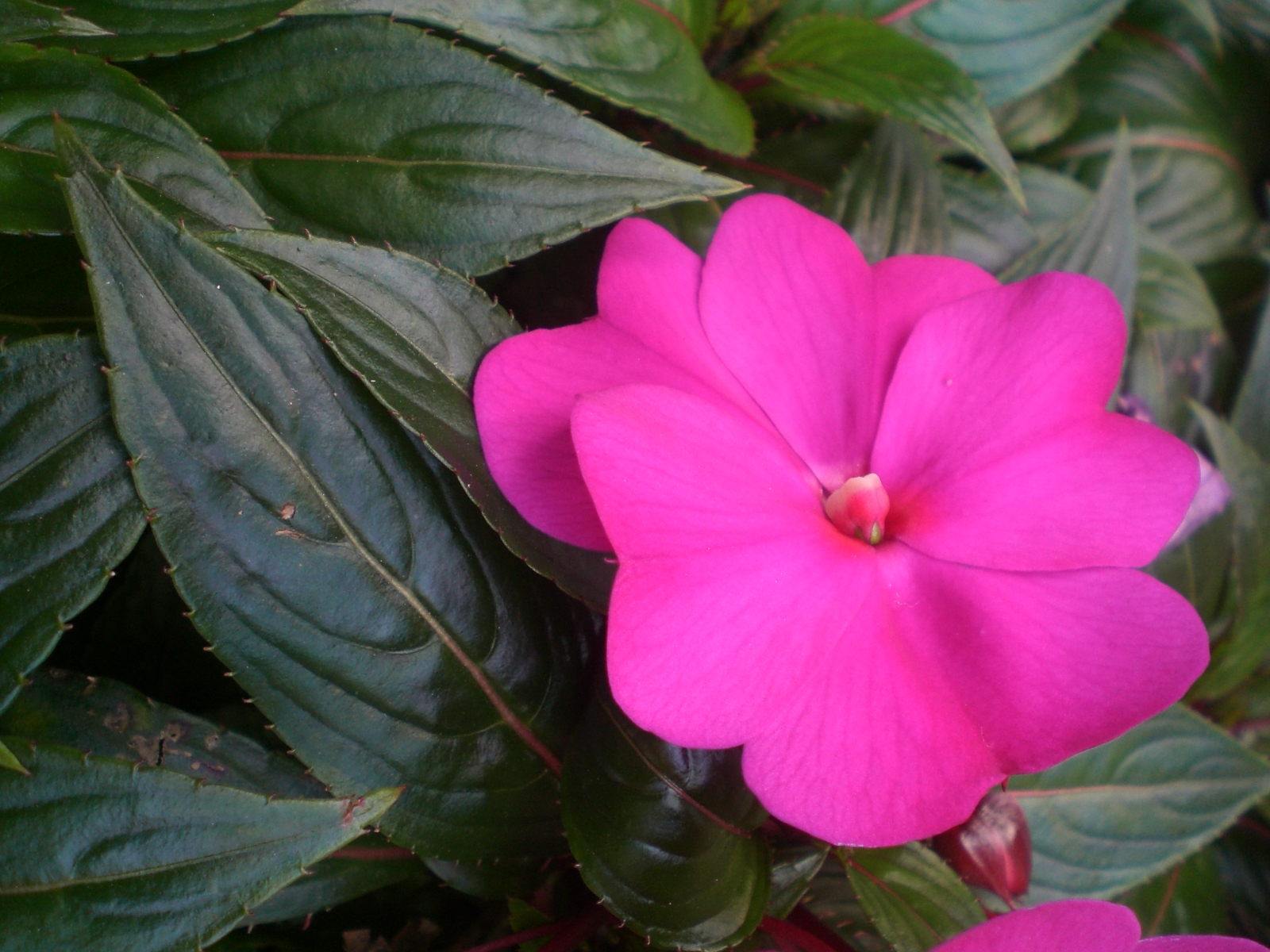
新幾內亞鳳仙花

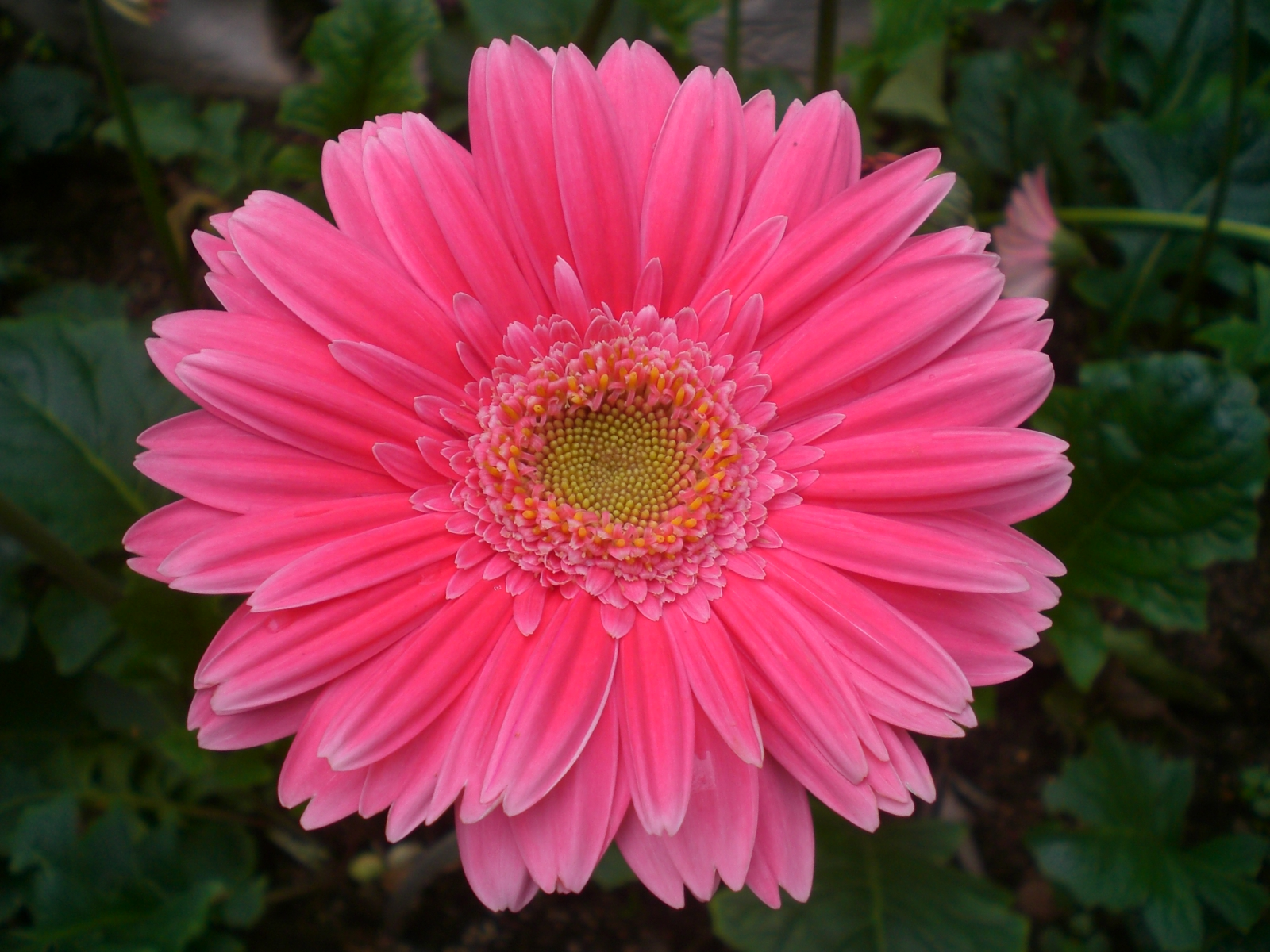
粉紅色非洲菊
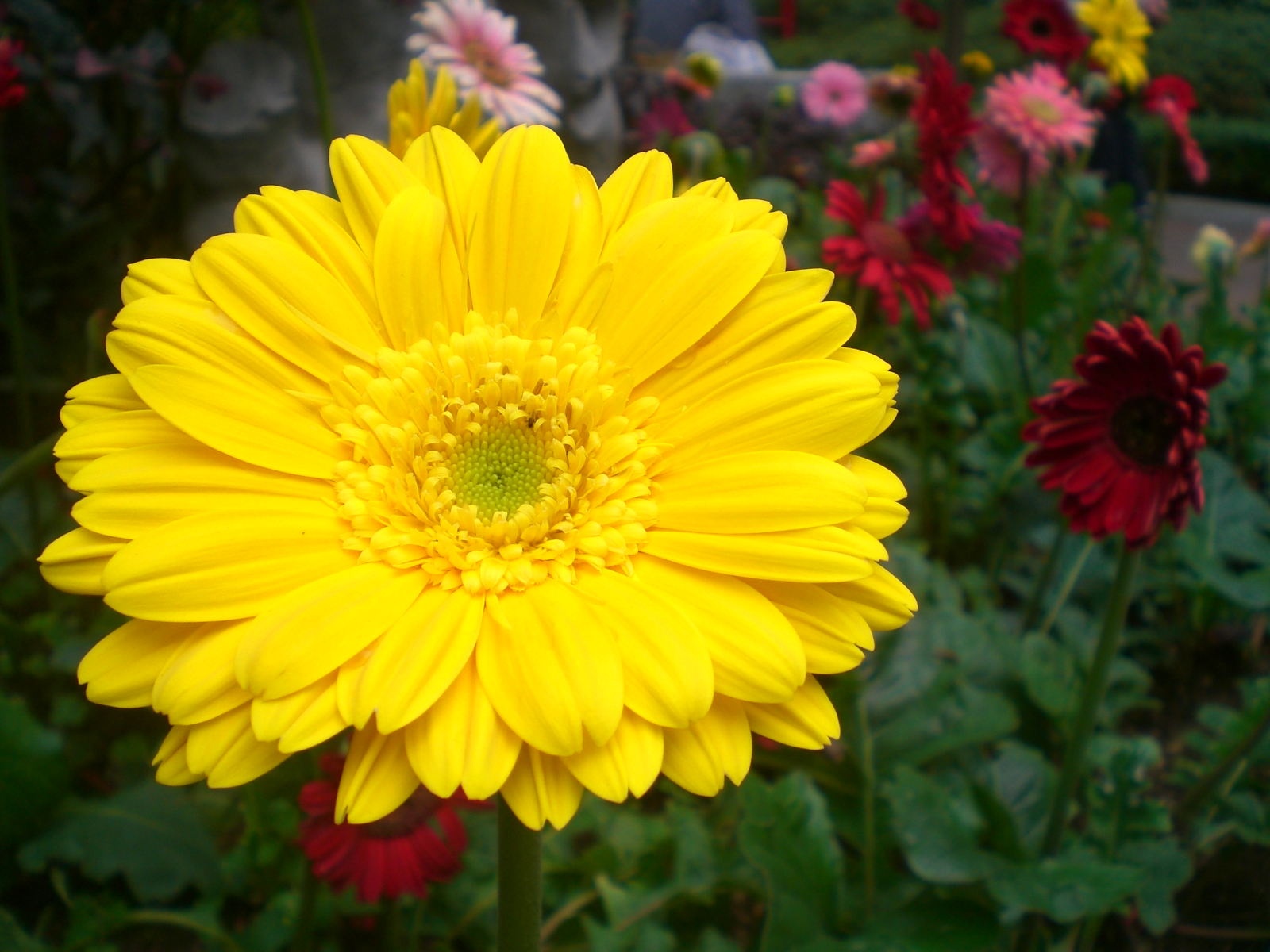
黃色非洲菊
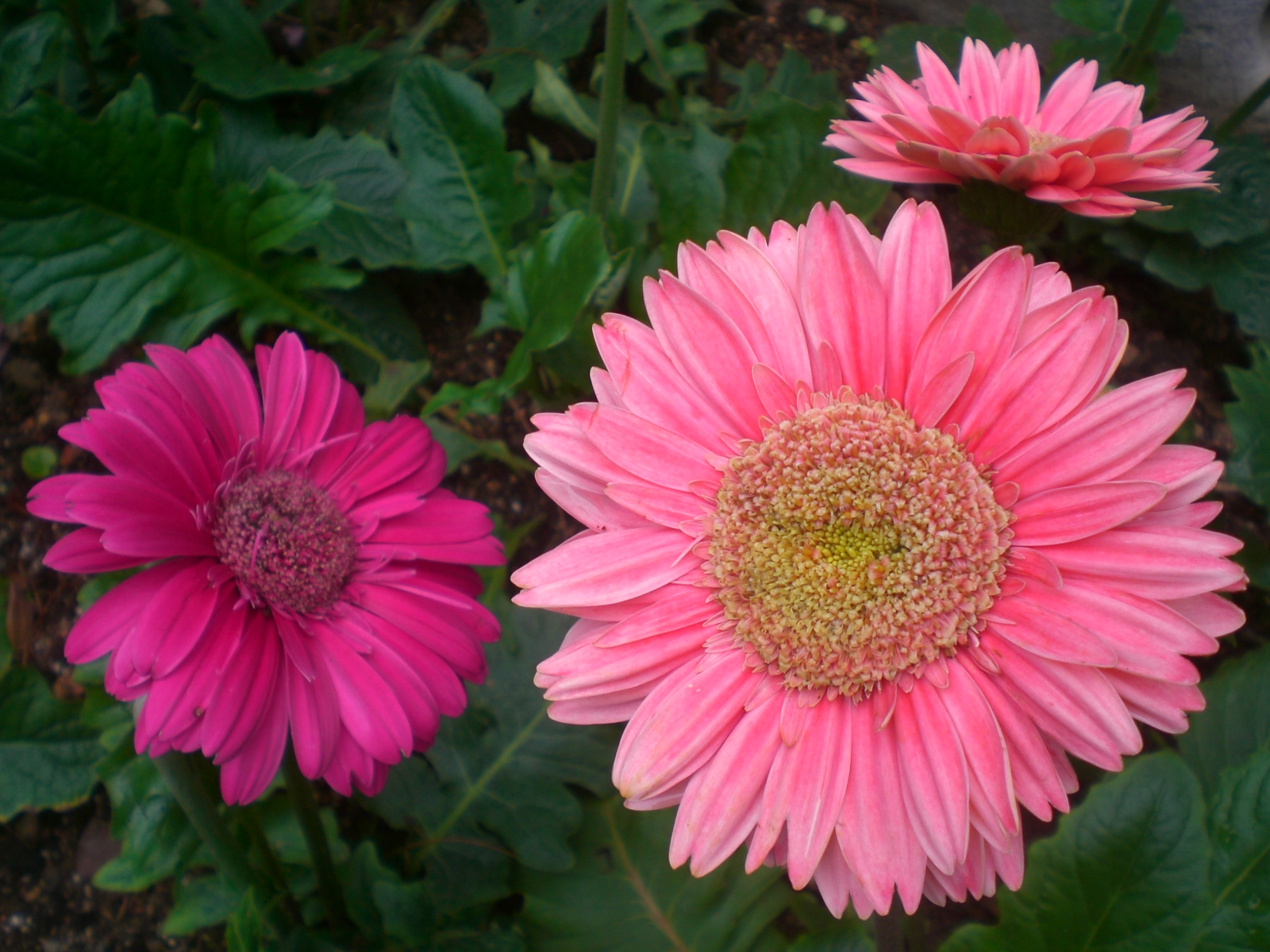
粉紫色非洲菊

- 朱纓花

## 相關
- 香港生態
- 香港公園列表
- 香港郊野公園
- 嘉道理農場暨植物園
- 香港首先發現物種列表